# TechnoAlpin
TechnoAlpin S.p.a. con sede a Bolzano è una società altoatesina che produce impianti di innevamento sia manuali che completamente automatici. È leader mondiale nella produzione di impianti di innevamento programmato.

## Storia
All'inizio degli anni Ottanta, Georg Eisath e Walter Rieder, responsabili tecnici del comprensorio sciistico di Obereggen, importarono un generatore di neve dall'America. Sulla base di questo modello realizzarono in proprio un primo prototipo. I due fondarono quindi la ditta WI.TE iniziando a produrre macchine in grandi quantità. Sono stati realizzati impianti a Cortina d'Ampezzo, Falcade e in Val di Zoldo. Nel 1988 nacque la prima rappresentanza estera grazie alla collaborazione con la ditta Schneider di Seefeld in Tirol. Nel 1990 costituirono la TechnoAlpin s.r.l.. Nel 1996 TechnoAlpin costituì le prime filiali in Germania, Austria e Svizzera. Nel 2005 la società è stata trasformata in una società per azioni.
Nel 2018 la società acquisisce in luglio il controllo di Engo, azienda specializzata nel settore delle attrezzature per le piste da ghiaccio (ma i marchi rimangono distinti) e apre una sede operativa nel Bic di Trento, l'incubatore d'impresa di Trentino Sviluppo.

## Struttura
L'azienda vanta una rete mondiale di 7 filiali e 21 partner commerciali. Circa 750 persone lavorano per TechnoAlpin in tutto il mondo. Nel 2018/2019 ha raggiunto i 250 milioni di euro di fatturato.

## Innovazioni tecniche
Nel 2005, l'investimento in ricerca e sviluppo è salito per la prima volta a oltre 1 milione di euro. Nel 2010 sono stati lanciati sul mercato i generatori a ventola T40 (automatici) e MTS (manuali) nonché le lance V2 e V3.
Il TF10 è l'ultimo generatore a ventola ad essere stato lanciato sul mercato da TechnoAlpin. La sua capacità di innevamento, la potenza della macchina in condizioni di temperature marginali e la sua frequenza sonora adeguata nonostante la stazza, lo rendono un generatore unico nel suo genere. 
Nel 2013 invece è stata presentata l'ultima lancia di casa TechnoAlpin: la V3ee (Energy Efficiency). Con questi due generatori di neve, TechnoAlpin punta ad un innevamento energeticamente più efficiente ed ecocompatibile.

## Brevetti
TechnoAlpin detiene i diritti di brevetto sulle seguenti realizzazioni:
- Gruppo valvole
- Attuatore motorizzato
- Atomizzatore d'acqua
- Testa circolare della lancia
- Riscaldamento pale

## Certificazioni
TechnoAlpin possiede parecchie certificazioni:
- ISO 9001: Sistema di direzione di qualità[6]
- ISO 14001: I requisiti dell'ambiente sono integrati nei processi dell'azienda[7]
- OHSAS 18001: Sistema di direzione di sicurezza industriale[8]
- ISO 3834-2: Costruzione d'investimento e di tubatura[9]
- AEO[10]
- SOA[11]